# Stiftung Umweltenergierecht
Die Stiftung Umweltenergierecht ist eine außeruniversitäre rechtswissenschaftliche Forschungseinrichtung. Die gemeinnützige Stiftung des bürgerlichen Rechts mit Sitz in Würzburg wurde am 1. März 2011 gegründet.
Die Stiftung führt selbst und als Teil eines interdisziplinären und europäischen Wissenschaftsnetzwerks Forschungsvorhaben zu Rechtsfragen der auch als Energiewende bezeichneten Transformation der Energieversorgung in den Bereichen Elektrizität, Wärme und Verkehr durch. Daneben berät sie basierend auf diesen Ergebnissen Regierungen im Bund und den Ländern sowie die EU-Kommission. Außerdem unterstützt sie die Ausbildung von Nachwuchsjuristen im Bereich des Umweltenergierechts durch Lehrangebot und die Förderung von Doktoranden.

## Stiftungszweck
Zweck ist gemäß § 2 Abs. 1 ihrer Satzung „die Förderung der Rechtswissenschaft zum Umweltenergierecht, Klimaschutzrecht und Recht der Nachhaltigkeit der Energieversorgung, um einen Beitrag zur Gestaltung des Rechtsrahmens für eine nachhaltige und effiziente Energieversorgung aus Erneuerbaren Energien zu leisten“. Die Stiftung ist in erster Linie operativ tätig, um den Stiftungszweck zu verwirklichen.

## Gründung und Organisation
Am 1. März 2011 gründeten 46 Privatpersonen, Unternehmen und Verbänden auf Initiative von Thorsten Müller die Stiftung. Sie knüpft an die Arbeiten der Forschungsstelle Umweltenergierecht an, die von 2007 bis 2011 an der Juristischen Fakultät der Julius-Maximilians-Universität Würzburg  bestand. Seit Herbst 2011 führt die Stiftung die Forschungsaktivitäten der früheren Forschungsstelle fort.
Den Vorstand bilden Thorsten Müller und Fabian Pause, der Stiftungsrat besteht aus Helmuth Schulze-Fielitz (Würzburg), Franz Reimer (Gießen), Monika Böhm (Marburg), Markus Ludwigs (Würzburg) und Sabine Schlacke (Greifswald).
Die Forschungsarbeit ist in vier Forschungsgebieten gegliedert, die thematisch das gesamte Umweltenergierecht in den Bereichen Strom, Wärme und Verkehr abdecken: „Recht der Erneuerbaren Energien und der Energiewirtschaft“, „Recht der Energieeffizienz und -reduktion“, „Energieanlagen- und Infrastrukturrecht“ sowie „Europäisches und internationales Umweltenergierecht sowie Rechtsvergleichung“. Die Leiter der Forschungsgebiete bilden zusammen mit den Projektleitern die Wissenschaftliche Leitung der Stiftung.

## Forschung
Die Forschungsarbeit erfolgt im Rahmen von regelmäßig interdisziplinär mit anderen Forschungsinstituten bearbeiteten Projekten, in Einzelfällen führt die Stiftung auch rein rechtswissenschaftlichen Vorhaben durch. Die Forschungsprojekte werden mittels Spenden und der Erträge des Stiftungskapitals aber zum überwiegenden Teil mit Förderung der öffentlichen Hand, etwa der Bundesregierung oder der Europäischen Kommission, und privater Institutionen der Forschungsförderung, etwa der Stiftung Mercator durchgeführt.
Die Forschungsergebnisse werden in den online frei verfügbaren Würzburger Studien zum Umweltenergierecht (ISSN 2365-7138) und Würzburger Berichte zum Umweltenergierecht (ISSN 2365-7146) sowie in Fachzeitschriften, Kommentaren, Sammelwerken und Monografien, u. a. auch in den von Helmuth Schulze-Fielitz, Thorsten Müller und Sabine Schlacke herausgegebenen Schriften zum Umweltenergierecht, veröffentlicht.
Basierend auf ihren Forschungsergebnissen berät die Stiftung die öffentliche Hand bei der Fortentwicklung des Rechtsrahmens der Energiewende. Den Schwerpunkt bildet dabei die Forschung im Auftrag des Bundesministeriums für Wirtschaft und Klimaschutz, weitere Auftraggeber sind aber auch Bundesbehörden wie das Umweltbundesamt (UBA) oder das Bundesamt für Naturschutz (BfN) sowie Landesregierungen und die Europäische Kommission.
Im Frühjahr und Herbst führt die Stiftung mit den „Würzburger Gesprächen zum Umweltenergierecht“ an Wissenschaft und Praxis gerichtete Veranstaltungen zu aktuellen Themen der Rechtsentwicklung durch. Daneben werden Workshops und Fachgespräche als „Fokus Umweltenergierecht“ zu aktuellen Entwicklungen und Fragestellungen zum Umweltenergierecht veranstaltet.